# 鮑威爾斯維爾 (喬治亞州)
鮑威爾斯維爾（英語：Powersville）是位於美國喬治亞州皮奇縣的一個非建制地區。該地的面積和人口皆未知。

## 地理
鮑威爾斯維爾的座標為32°36′15″N 83°47′34″W / 32.60417°N 83.79278°W，而該地的平均海拔高度為116米（即381英尺）。